# گابریل کارل
گابریل کارل (انگلیسی: Gabrielle Carle؛ زادهٔ ۱۲ اکتبر ۱۹۹۸) بازیکن فوتبال اهل کانادا است.
وی همچنین در تیم ملی فوتبال زنان کانادا بازی کرده‌است.